# Combretum zeyheri
Combretum zeyheri là một loài thực vật có hoa trong họ Trâm bầu. Loài này được Sond. mô tả khoa học đầu tiên năm 1850.